# Euteloida subnigra
Euteloida subnigra är en stekelart som beskrevs av Boucek 1993. Euteloida subnigra ingår i släktet Euteloida och familjen puppglanssteklar. Inga underarter finns listade i Catalogue of Life.